# Acerosodontosaurus
Genre
Acerosodontosaurus est un  genre éteint de diapsides Younginiformes qui a vécu pendant le Permien supérieur à Madagascar.
Il n'est connu que par un seul squelette comprenant un crâne écrasé et une partie du corps et des membres d'un spécimen immature.
Dans la vie, l'animal mesurait environ 60-70 centimètres de longueur et avait l'apparence d'un lézard. Le fossile a été découvert dans des dépôts marins indiquant que l'animal aurait pu être aquatique.